# Fridrich Hesensko-Eschwegský
Fridrich Hesensko-Eschwegský (9. května 1617, Kassel – 24. září 1655, Poznaň) byl syn Mořice Hesensko-Kasselského a jeho druhé manželky Juliany, také první a poslední mužský představitel Hesensko-eschwegských. Mezi lety 1632 až 1655 byl hesensko-eschwegský lankrabě.

## Život

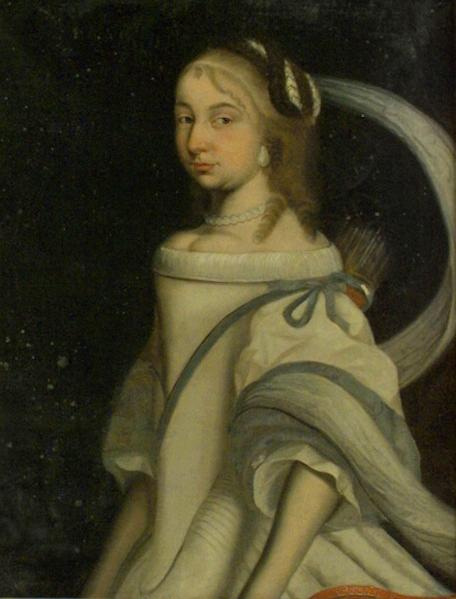
Fridrichova manželka a sestra švédského krále Eleonora Kateřina

Fridrichův otec Mořic měl dvacet dětí: šest s první manželkou Anežkou, čtrnáct s Julianou. Fridrich byl celkově patnáctý Mořicův potomek, osmé dítě Juliany. Narodil se dne 9. května 1617 v hlavním městě Hesenska-Kasselska: v Kasselu. Mořic za svého dědice ustanovil Viléma, nejstaršího přeživšího syna, avšak Juliana se s prostými tituly pro své syny nespokojila a požadovala po Mořicovi, aby jejím synům také přenechal pozemky. Ten manželčino přání uposlechl a třem jejím synům přidělil vlastní pozemky: Fridrich dostal oblast v okolí Eschwege, Arnošt zase hrad Rheinfels (česky Rýnská skála) a okolní pozemky a Heřman Hesensko-Rotenbursko.
Mořic žil s celou svojí početnou rodinou až do své smrti v roce 1632 ve městě Eschwege. Po jeho smrti se Juliana s dětmi přestěhovala do zámku Rotenburg. Zde žil Fridrich až do roku 1646. 8. září 1646 se totiž ve Stockholmu oženil se sestrou švédského krále Karla X. Gustava: Eleonorou Kateřinou Falckou. Novomanželé po svatbě v hlavním městě Švédska již zůstali (Eschwege bylo během Třicetileté války vypleněno). Manželství ale nebylo šťastné hned od začátku, Eleonora se totiž Fridrichovi krátce po svatbě přiznala, že měla poměr s francouzským hudebníkem Antoinem de Beaulieumem a je těhotná. Dítě, dcera, se narodilo v roce 1647 a bylo pojmenováno Markéta. Zemřela ještě před dovršením jednoho roku.
Fridrich se prosadil ve švédské armádě jako schopný vojevůdce a stal se generálmajorem. Není známo, zda byl za Třicetileté války vojensky aktivní, avšak během Druhé severní války vedl švédské pluky. Vojenství se věnoval naplno a přestože měl od roku 1632 na starost lankrabství, o jeho správu se nestaral a zničené město Eschwege navštívil jen párkrát, na rozdíl od jeho ženy Eleonory Kateřiny, která zde prožila většinu života a porodila zde všechny jejich děti.
Fridrich zemřel nedaleko polské Poznaně 24. září 1655 ve věku osmatřiceti let a to, jak jinak, než v bitvě. Trvalo dva roky, než jeho rakev doputovala do Eschwege, kde byl v místním kostele pohřben.
Protože Fridrich byl jediným mužským představitelem Hesensko-eschwegských a jeho tři dcery nemohly hrabství zdědit, propadlo Hesensko-Eschwegsko Fridrichovu bratrovi Arnoštovi, který si pozemky přidal ke svému bohatství a hradu Rheinfels. Samotný zámek v Eschwege byl ponechán vdově Eleonoře Kateřině, avšak ona místo toho pobývala ve švédském léně Osterholz nedaleko Brém. Zámek v Eschwege později padl na věno dceři Kristýně, která je babičkou například dánsko-norské královny Juliany Marie.

## Manželství a potomci
Dne 8. září 1646 se Fridrich Hesensko-Eschwegský oženil se sestrou švédského krále Eleonorou Kateřinou Falckou (1626-1692). Manželé žili po většinu života odděleně, protože se Fridrich věnoval vojenství. Z manželství nakonec vzešlo pět dětí, avšak dospělosti se dožily jen tři dcery.
- Markéta (31. března 1647 – 19. října 1647)
- Kristýna Hesensko-Eschwegská (30. října 1649 – 18. března 1702), ⚭ 1667 Ferdinand Albrecht I. Brunšvicko-Wolfenbüttelsko-Bevernský (22. května 1636 – 23. dubna 1687), vévoda brunšvicko-wolfenbüttelsko-bevernský
- Alžběta (7. dubna 1650 – 27. dubna 1651)
- Juliana Hesensko-Eschwegská (14. května 1652 – 20. června 1693), ⚭ 1680 Johann Jakob Marchand, baron z Lilienburgu
- Šarlota Hesensko-Eschwegská (3. září 1653 – 7. února 1708),
⚭ 1673 August Sasko-Weissenfelský (3. prosince 1650 – 11. srpna 1674)
⚭ 1679 Jan Adolf, hrabě z Bentheim-Tecklenburgu (1637–1704), rozvedli se v roce 1693
- Fridrich (30. listopadu 1654 – 27. července 1655)

Prvním dítětem Eleonory Kateřiny ale nebyla dcera Kristýna; byla jí dcera Markéta, kterou měla s francouzským hudebníkem. Fridrichovi se k těhotenství přiznala a ten to chtěl utajit, i přesto se z toho ale stala známá aféra.

## Vývod z předků
|                              |                                  |  |                                |                                          |  |  |  |  |  |  |  | Vilém II. Hesenský |
|                              |                                  |  |                                |                                          |  |  |  |  |  |  |  |                    |
|                              | Filip I. Hesenský                |  |                                |                                          |  |  |  |  |  |  |  |                    |
|                              |                                  |  |                                |                                          |  |  |  |  |  |  |  |                    |
|                              |                                  |  |                                | Anna Meklenbursko-Zvěřínská              |  |  |  |  |  |  |  |                    |
|                              |                                  |  |                                |                                          |  |  |  |  |  |  |  |                    |
|                              | Vilém IV. Hesensko-Kasselský     |  |                                |                                          |  |  |  |  |  |  |  |                    |
|                              |                                  |  |                                |                                          |  |  |  |  |  |  |  |                    |
|                              |                                  |  |                                | Jiří Saský                               |  |  |  |  |  |  |  |                    |
|                              |                                  |  |                                |                                          |  |  |  |  |  |  |  |                    |
|                              | Kristýna Saská                   |  |                                |                                          |  |  |  |  |  |  |  |                    |
|                              |                                  |  |                                |                                          |  |  |  |  |  |  |  |                    |
|                              |                                  |  |                                | Barbora Jagellonská                      |  |  |  |  |  |  |  |                    |
|                              |                                  |  |                                |                                          |  |  |  |  |  |  |  |                    |
|                              | Mořic Hesensko-Kasselský         |  |                                |                                          |  |  |  |  |  |  |  |                    |
|                              |                                  |  |                                |                                          |  |  |  |  |  |  |  |                    |
|                              |                                  |  |                                | Oldřich Württemberský                    |  |  |  |  |  |  |  |                    |
|                              |                                  |  |                                |                                          |  |  |  |  |  |  |  |                    |
|                              | Kryštof Württemberský            |  |                                |                                          |  |  |  |  |  |  |  |                    |
|                              |                                  |  |                                |                                          |  |  |  |  |  |  |  |                    |
|                              |                                  |  |                                | Sabina Bavorská                          |  |  |  |  |  |  |  |                    |
|                              |                                  |  |                                |                                          |  |  |  |  |  |  |  |                    |
|                              | Sabina Württemberská             |  |                                |                                          |  |  |  |  |  |  |  |                    |
|                              |                                  |  |                                |                                          |  |  |  |  |  |  |  |                    |
|                              |                                  |  |                                | Jiří Braniborsko-Ansbašský               |  |  |  |  |  |  |  |                    |
|                              |                                  |  |                                |                                          |  |  |  |  |  |  |  |                    |
|                              | Anna Marie Braniborsko-Ansbašská |  |                                |                                          |  |  |  |  |  |  |  |                    |
|                              |                                  |  |                                |                                          |  |  |  |  |  |  |  |                    |
|                              |                                  |  |                                | Hedvika Minsterberská                    |  |  |  |  |  |  |  |                    |
|                              |                                  |  |                                |                                          |  |  |  |  |  |  |  |                    |
| Fridrich Hesensko-Eschwegský |                                  |  |                                |                                          |  |  |  |  |  |  |  |                    |
|                              |                                  |  |                                |                                          |  |  |  |  |  |  |  |                    |
|                              |                                  |  | Vilém I. Nasavsko-Dillenburský |                                          |  |  |  |  |  |  |  |                    |
|                              |                                  |  |                                |                                          |  |  |  |  |  |  |  |                    |
|                              | Jan VI. Nasavsko-Dillenburský    |  |                                |                                          |  |  |  |  |  |  |  |                    |
|                              |                                  |  |                                |                                          |  |  |  |  |  |  |  |                    |
|                              |                                  |  |                                | Juliana ze Stolbergu                     |  |  |  |  |  |  |  |                    |
|                              |                                  |  |                                |                                          |  |  |  |  |  |  |  |                    |
|                              | Jan VII. Nasavsko-Siegenský      |  |                                |                                          |  |  |  |  |  |  |  |                    |
|                              |                                  |  |                                |                                          |  |  |  |  |  |  |  |                    |
|                              |                                  |  |                                | Jiří III. z Leuchtenbergu                |  |  |  |  |  |  |  |                    |
|                              |                                  |  |                                |                                          |  |  |  |  |  |  |  |                    |
|                              | Alžběta z Leuchtenbergu          |  |                                |                                          |  |  |  |  |  |  |  |                    |
|                              |                                  |  |                                |                                          |  |  |  |  |  |  |  |                    |
|                              |                                  |  |                                | Barbora Braniborsko-Ansbašsko-Kulmbašská |  |  |  |  |  |  |  |                    |
|                              |                                  |  |                                |                                          |  |  |  |  |  |  |  |                    |
|                              | Juliana Nasavsko-Dillenburská    |  |                                |                                          |  |  |  |  |  |  |  |                    |
|                              |                                  |  |                                |                                          |  |  |  |  |  |  |  |                    |
|                              |                                  |  |                                | Jindřich VIII. Waldecký                  |  |  |  |  |  |  |  |                    |
|                              |                                  |  |                                |                                          |  |  |  |  |  |  |  |                    |
|                              | Filip IV. Waldecký               |  |                                |                                          |  |  |  |  |  |  |  |                    |
|                              |                                  |  |                                |                                          |  |  |  |  |  |  |  |                    |
|                              |                                  |  |                                | Anastázie z Runkelu                      |  |  |  |  |  |  |  |                    |
|                              |                                  |  |                                |                                          |  |  |  |  |  |  |  |                    |
|                              | Magdaléna Waldecká               |  |                                |                                          |  |  |  |  |  |  |  |                    |
|                              |                                  |  |                                |                                          |  |  |  |  |  |  |  |                    |
|                              |                                  |  |                                | Salentin z Isenburgu                     |  |  |  |  |  |  |  |                    |
|                              |                                  |  |                                |                                          |  |  |  |  |  |  |  |                    |
|                              | Jutta z Isenburgu                |  |                                |                                          |  |  |  |  |  |  |  |                    |
|                              |                                  |  |                                |                                          |  |  |  |  |  |  |  |                    |
|                              |                                  |  |                                | Alžběta z Hunolstein-Neumagenu           |  |  |  |  |  |  |  |                    |
|                              |                                  |  |                                |                                          |  |  |  |  |  |  |  |                    |